# Triquetrum

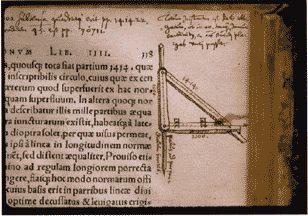
Kresba triquetra od Wilhelma Schickarda (Basilejská univerzitní knihovna)

Triquetrum nebo paralaktické pravítko je starověký přístroj na měření zenitové vzdálenosti hvězd.
Vyvinul se z gnómonu připevněním dvou pohyblivých ramen. Jedno rameno bylo připevněno na vrcholu (alhidáda) s průzory na zaměřování hvězdy. Odchylka alhidády od tyče gnómonu umožňovala na druhém rameni se stupnicí změřit zenitovou vzdálenost. Nahrazením druhého ramene výsekem kružnice vznikly kvadrant (1/4 kružnice), sextant (1/6 kružnice) a oktant (1/8 kružnice). Až do dob Koperníka patřil přístroj k základnímu výbavení astronomů.